# غرزة التطريز

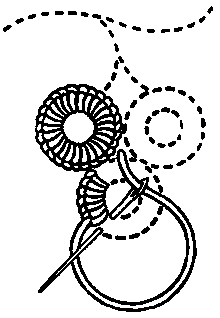
رسم توضيحي لغرزة العروة.

في لغة الحياة اليومية، تُعرَّف الغرزة في سياق التطريز أو الخياطة اليدوية بأنها حركة إبرة التطريز من الجزء الخلفي للألياف إلى الجانب الأمامي والعودة إلى الجانب الخلفي. تسمى ضربة الخيط على الجانب الأمامي الناتجة عن ذلك أيضًا بالغرزة. في سياق التطريز، تعني غرزة التطريز واحدة أو أكثر من الغرز التي يتم تنفيذها دائمًا بنفس الطريقة، لتشكيل الشكل. تسمى غرز التطريز أيضًا بالغرز القصيرة.
غرز التطريز هي أصغر وحدات التطريز. تتشكل أنماط التطريز من خلال عمل العديد من غرز التطريز، إما جميعها متشابهة أو مختلفة؛ إما باتباع مخطط العد على الورق، أو باتباع تصميم مرسوم على القماش أو حتى العمل اليدوي.

## غرز شائعة
يستخدم التطريز مجموعات مختلفة من الغرز. كل غرزة تطريز لها اسم خاص للمساعدة في التعرف عليها. تختلف هذه الأسماء من دولة إلى دولة ومن منطقة إلى أخرى. بعض الغرز الأساسية للتطريز هي غرزة الجري، والغرزة المتقاطعة، وغرزة الجذع، والغرزة الخلفية، وغرزة الساتان، وغرزة السلسلة، وغرزة البطانية. يتم تصنيف الغرز لغرز العائلات بناءً على طبيعة التقنية المستخدمة لإنشاء غرزة فردية. ستتضمن بعض كتب التطريز اختلافات في الاسم. غالبًا ما تكون الغرز التي يتم أخذها من تلقاء نفسها سهلة التنفيذ، ولكن عند تجميعها يمكن أن تكون النتائج معقدة للغاية.
يختلف تصنيف الغرز في كتب أخذ العينات للغرز، وقد يختلف تقسيم الغرز في أقسام الكتب عن تلك الموجودة أدناه.

### غرز الجري
تمر الغرز المستقيمة عبر أرضية القماش بحركة بسيطة لأعلى ولأسفل، وفي الغالب تتحرك في اتجاه واحد. يمكن تنفيذ هذه الغرز بخطوط مستقيمة أو منحنية، وتعمل بشكل جيد للحصول على تفاصيل دقيقة. يمكن استخدامها كأساس لبعض الغرز المركبة، ويمكن أن يكون لها خيط متباين متشابك فيها.: 38-39 من أمثلة الغرز المستقيمة:
- غرزة الجري أو التغطية
- غرزة الساتان البسيطة
- غرزة العين الجزائرية
- غرزة السرخس

الغرز المستقيمة لها رحلتان (بشكل عام إلى الأمام والخلف على نفس المسار). أمثلة:
- غرزة هولبين، والمعروفة أيضًا باسم غرزة الجري المزدوجة
- غرزة بوسنية

### غرز الظهر
تمر غرز الظهر عبر أرضية القماش بحركة دائرية. الإبرة في أبسط غرزة ظهر من الجزء الخلفي من القماش، تصنع غرزة إلى اليمين والعودة إلى الجزء الخلفي من القماش، ثم تمر خلف الغرزة الأولى وتصل إلى الجزء الأمامي من القماش على يسار الغرزة الأولى. ثم تعود الإبرة إلى الجزء الخلفي من القماش من خلال نفس الفتحة التي ظهرت منها الغرزة أولاً. ثم تكرر الإبرة الحركة إلى يسار الغرز وتستمر. بعض الأمثلة على غرزة الظهر هي:
- غرزة الجذع أو غرزة المخطط التفصيلي
- غرزة الشق- تخترق الإبرة الخيط عندما يعود للخلف
- غرزة الغزل الصوفي- واحدة من أسهل الغرز وأكثرها فائدة[7]

### غرز السلسلة

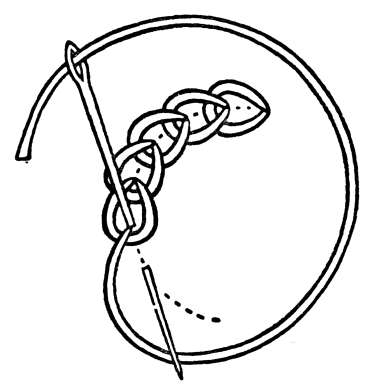
رسم توضيحي لغرزة السلسلة.

تلتقط غرز السلسلة حلقة من الخيط على سطح القماش. في أبسط الغرز الملتفة، غرزة السلسلة، تأتي الإبرة من الجزء الخلفي من القماش ثم تعود الإبرة في نفس الفتحة التي خرجت منها، سحب حلقة الخيط بالكامل تقريبًا إلى الخلف؛ ولكن قبل أن تختفي الحلقة، تعود الإبرة للأعلى (مسافة معينة من غرزة البداية- المسافة التي تحدد طول الغرز)، وتمر عبر الحلقة وتمنع سحبها بالكامل إلى الجزء الخلفي من القماش. ثم تمر الإبرة مرة أخرى إلى الجزء الخلفي من القماش من خلال الفتحة الثانية وتبدأ الغرزة مرة أخرى. أمثلة من غرز السلسلة هي:
- غرزة السلسلة
- غرزة ليزي ديزي، أو سلسلة منفصلة. يتم تثبيت غرزة الحلقة على القماش في النهاية العريضة بواسطة غرزة صغيرة متدرجة.
- سلسلة إسبانية أو سلسلة متعرجة (الزجزاج)

### غرز العروة
تلتقط غرز العروة أو غرز البطانية أيضًا حلقة من الخيط على سطح القماش، لكن الاختلاف الرئيسي هو أن الإبرة لا تعود إلى الفتحة الأصلية لتمريرها إلى الجزء الخلفي من القماش. في غرزة العروة الكلاسيكية، تُعاد الإبرة إلى الجزء الخلفي من القماش بزاوية قائمة على البداية الأصلية للخيط. تشبه الغرزة النهائية في بعض النواحي الحرف «إل» اعتمادًا على تباعد الغرز. بالنسبة للعراوي، يتم تجميع الغرز معًا على نحو مشدود، وبالنسبة لحواف البطانية تكون أكثر تباعدا. خصائص هذه الغرز تجعلها مثالية لمنع انكسار القماش المنسوج. هذه الغرز هي أيضًا الأساس للعديد من أشكال الدانتيل بالإبرة. أمثلة على غرز العروة أو غرز البطانية.
- غرزة البطانية
- غرزة العروة
- غرزة العروة المغلقة، قمم من الغرزة تتلامس لتشكيل مثلثات
- غرزة العروة المتقاطعة، قمم من كروس ستيتش
- غرز عروة مع عقدة:
  - غرزة العروة المعقودة لأعلى
  - غرزة العروة الألمانية المعقودة
  - غرزة عروة الخياط

### غرز الريش
يمكن استخدام غرز الريش في مجموعة متنوعة من التصاميم، بما في ذلك النقوش، حدود الأغصان، زخرفة والحشو. معظمها عبارة عن غرز معقودة، تُصنع بالتناوب من اليسار إلى اليمين.: 60-61  يمكن عملهم على أقمشة بسيطة أو مموجة.: 28-29 
- غرزة الريش
- غرزة ريش مغلقة
- غرزة كزبرة البئر
- غرزة الريش بالسلاسل
- غرزة كريتي

### الغرز المتقاطعة
قد تكون الغرز المتقاطعة أو كروس ستيتش أقدم غرزة تزيينية، ووجدت في التطريزات المصرية والعبرية القديمة. وجدت في التطريز الزخرفي للعديد من الثقافات.:  أصبحت هذه الغرز تمثل صناعة كاملة لإنتاج الأنماط والتزويد المادي للشخص الحرفي. تتم الغرز عن طريق إنشاء خط من الغرز المائلة في اتجاه واحد، وعادةً ما يتم استخدام سداة ولحمة القماش كدليل، ثم في رحلة العودة تتقاطع مع الخط المائل في الاتجاه الآخر، إنشاء علامة "x". كروس ستيتش الحقيقية لها أرجل متساوية الطول تتقاطع في المنتصف.:  تشمل أيضًا هذه الفئة من الغرز:
- غرز عظم السمكة، بما في ذلك غرزة الحافة
- غرزة بريتون، هنا خيوط "x" تكون ملتوية معًا
- غرزة رأس سمكة الرنكة
- غرزة رجل الغُراب، غالبًا ما تُستخدم هاتان الغرزتان الأخيرتان في الخياطة لتقوية الثوب عند نقطة إجهاد مثل زاوية الجيب أو الجزء العلوي من ثنية الركلة.

يمكن العثور على العديد من الأمثلة على غرز كروس ستيتش هنا

### الغرز المعقودة
تتشكل الغرز المعقودة بلف الخيط حول الإبرة؛ مرة أو عدة مرات؛ قبل إعادته إلى الجزء الخلفي من أرضية القماش. هي غرزة سائدة في التطريز البرازيلي، تُستخدم لصنع الزهور. شكل آخر من أشكال التطريز التي تستخدم العُقد هو فتيل الشمعة، حيث يتم إنشاء العقد من خلال تشكيل رقم 8 حول الإبرة. من أمثلة الغرز المعقودة:
- عقدة فرنسية، أو غرزة عقدة ملتوية
- عقدة صينية، والتي تختلف عن العقدة الفرنسية من حيث أنها تأخذ غرزة دقيقة في نسيج الخلفية أثناء تكوين العقدة
- عقدة السبائك
- غرزة المرجان
- هناك أيضًا غرز معقودة أكثر تعقيدًا مثل:
  - غرزة حلقة معقودة
  - غرزة جديلة مضفرة
  - غرزة سوربيلو
  - غرزة الماس
- تشمل الحواف المعقودة القائمة على غرز العروة ما يلي:
  - غرزة حافة انتويرب
  - غرزة حافة أرمينية

### صوفا ووضع العمل
تتضمن غرز صوفا أو وحدة عمل مربعة مجموعتين من الخيوط: المجموعة التي يتم ``وضعها'' على سطح القماش والمجموعة التي تربط الخيوط الموضوعة. قد تكون الخيوط الموضوعة أثقل من خيط الربط، أو قد تكون ذات طبيعة لا تسمح لها بالعمل مثل خيوط التطريز العادية، مثل الخيوط المعدنية. قد تكون الغرز المستخدمة في إرفاق الخيط الموضوع من أي نوع- غرزة متقاطعة أو غرزة عروة أو غرزة مستقيمة- ولكن بعضها لها أسماء محددة:
- صوفا (أريكة) متدلية
- أريكة بخارى
- وحدة عمل مربعة
- صوفا شرقية
- صوفا سور
- كلوسترستيتش
- صوفا رومانية